# Jonny Hector
Den här artikeln använder algebraisk schacknotation för att beskriva schackdragen.

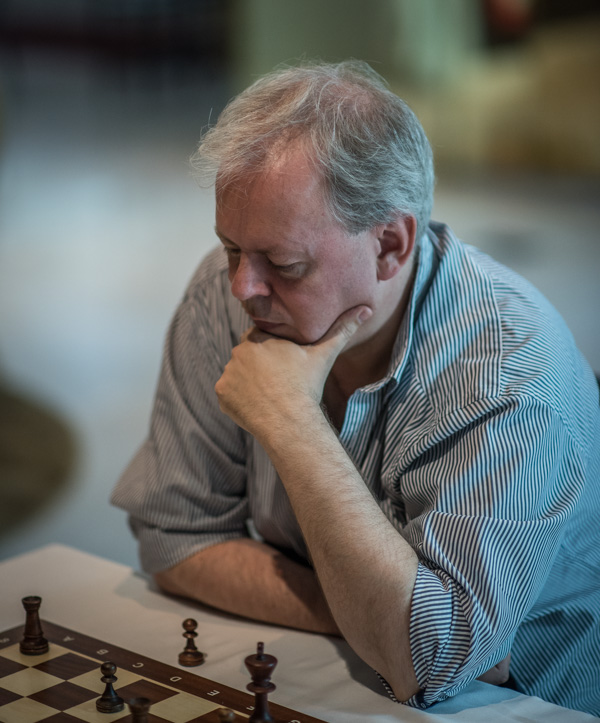
Jonny Hector blev stormästare i schack 1991.

Jonny Hector, född 13 februari 1964, är en stormästare i schack från Malmö. Han erhöll titeln 1991. Hector har i många år tillhört Sverigeeliten, och han blev svensk mästare i schack 2002 i Skara. Det var nära att bli en SM-titel även 2010 då han kom tvåa på samma poäng som segraren Emanuel Berg. Hans andra SM titel togs 2022 i Uppsala.
Landslagskarriären är numera över, men Jonny Hector representerade Sverige vid Schack-OS 1988, 1992, 2000 och 2002. 
Han utmanar fortfarande Sverigeeliten, och blev SM-femma 2015 i Sunne. Han deltog även i SM i Uppsala 16–24 juli 2016, i "SM-gruppen" som i samarbete med Erik Penser bytt namn till "Sverigemästarklassen".
Att Hector fortfarande är en stark turneringsspelare visar segern i Copenhagen Chess Challenge 2016. Säsongen 2015/2016 blev han också totalt sjua i Svenskt Grand Prix.
Jonny Hector lärde sig spela schack vid 14 års ålder men avancerade snabbt. Han har en aggressiv spelstil och är känd för att spela udda schacköppningar. Han har också fått flera gambitar uppkallade efter sig: Hector Gambit som är en variant i öppningen Caro-Kann och även en variant i spanskt parti som uppstår efter dragföljden 1. e4 e5 2. Sf3 Sc6 3. Lb5 a6 4. Lxc6 dxc6 5. 0-0 Lg4 6 h3 Lh5!?
Sedan flera år är han bosatt i Helsingör med sin danska fru.

## Utmärkelser
- Schackgideon 1997.